# Uccelli accidentali
Gli uccelli accidentali sono quei volatili le cui apparizioni in determinati ambienti, sono rare, non regolari, e comunque considerate un incidente.
Negli ultimi anni, lo studio di questi uccelli sta diventando sempre più importante, sia perché grazie agli appassionati di Birdwatching, questi avvistamenti sono meno rari, sia perché gli studiosi stanno elaborando teorie che spiegano abbastanza bene queste apparizioni accidentali.
Le motivazioni dello sbaglio di rotta sono molteplici, le teorie prevalenti sono quelle della migrazione inversa e della migrazione speculare; in pratica l'esemplare nasce con una polarità errata, che trasmette alle generazioni future.
La più interessante tra le teorie vuole che qualche giovane uccello sbagli la rotta di migrazione, e che quindi si ritrovi in zone non abituali per lo svernamento di quella specie, però trovando comunque un ambiente ideale; per questo memorizza tale rotta e l'anno successivo vi tornerà, portandosi dietro altri uccelli della sua specie.

## Specie accidentali in Europa
Le specie di uccelli di cui si hanno meno di 20 catture in Europa sono:
- Chiurlo boreale (Numenius borealis Forster, 1772)
- Albatro urlatore (Diomedea exulans Linnaeus, 1758)
- Fregata magnifica (Fregata magnificens Mathews, 1914)
- Gabbiano di Franklin (Leucophaeus pipixcan Wagler, 1831)
- Gabbiano occhibianchi (Ichthyaetus leucophthalmus Temminck, 1825)
- Gabbiano testagrigia (Chroicocephalus cirrocephalus Vieillot, 1818)
- Gheppio americano, (Falco sparverius Linnaeus, 1758)
- Gufo di palude africano, (Asio capensis Smith A, 1834)
- Ibis eremita (Geronticus eremita Linnaeus, 1758)
- Ossifraga (Macronectes giganteus Gmelin, 1789)
- Podilimbo (Podilymbus podiceps Linnaeus, 1758)
- Berta di Bulwer (Bulweria bulwerii Jardine  & Selby, 1828)
- Petrello capinero (Pterodroma hasitata Kuhl, 1820)
- Uccello delle tempeste (Pelagodroma marina Latham, 1790)
- Uccello delle tempeste di Castro (Hydrobates castro Harcourt, 1851)

## Galleria d'immagini

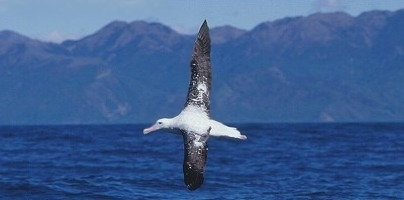
Diomedea exulans
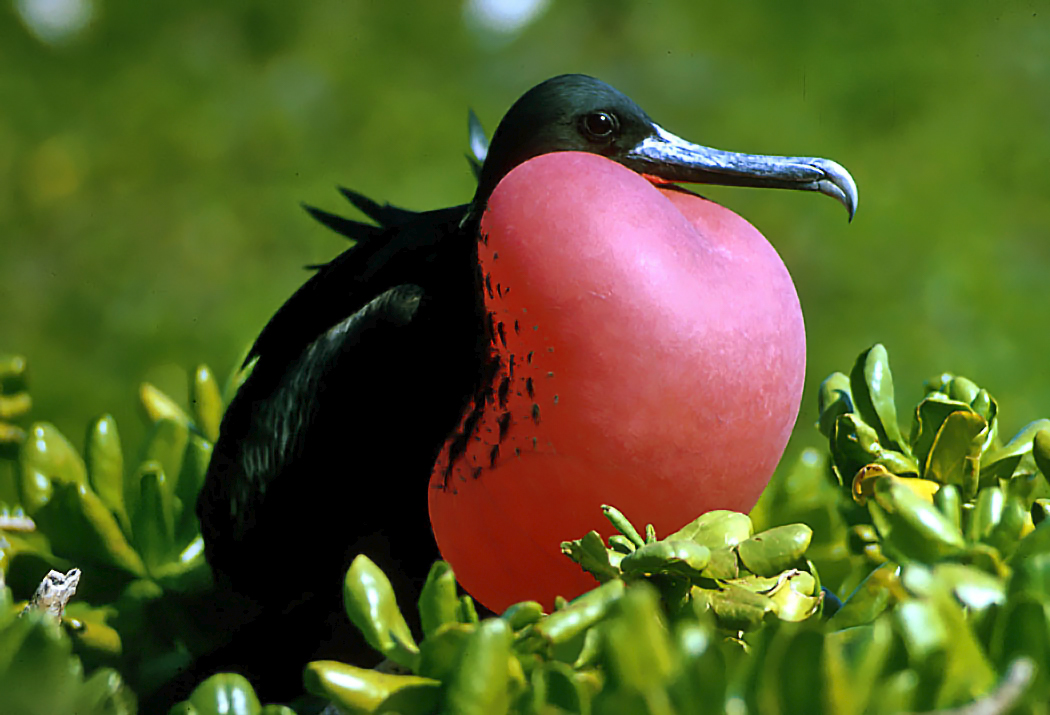
Fregata magnifica
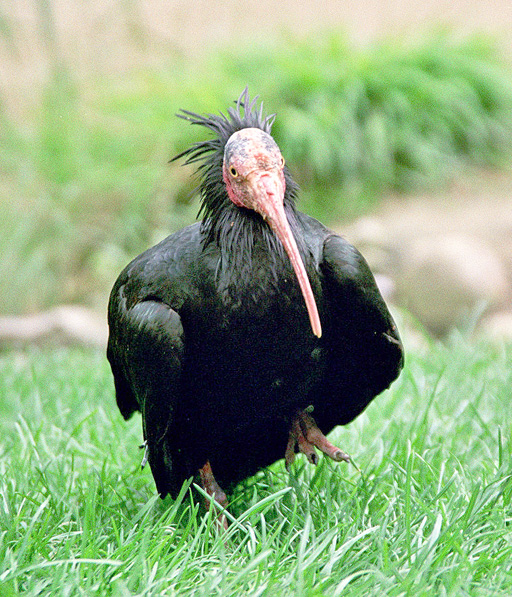
Ibis eremita